# Peperomia pachystachya
Peperomia pachystachya är en pepparväxtart som beskrevs av C. Dc.. Peperomia pachystachya ingår i släktet peperomior, och familjen pepparväxter. Inga underarter finns listade i Catalogue of Life.